# Waadi Kwa Ibo
La rivière Kwa Ibo (également rivière Quaibo) est une rivière qui prend sa source près d'Umuahia dans l'état d'Abia, au Nigeria.
Elle coule vers le sud-est à travers l'état d'Akwa Ibom jusqu'à l'océan Atlantique,,.

## Pollution
Selon River Plastic Emissions, la rivière Kwa Ibo fait partie des 20 rivières les plus polluées.